# Kelvin Vásquez
Kelvin Vásquez es un deportista dominicano que compitió en judo. Ganó una medalla de oro en el Campeonato Panamericano de Judo de 2013, en la categoría de –55 kg.

## Palmarés internacional
| Campeonato Panamericano | Campeonato Panamericano | Campeonato Panamericano | Campeonato Panamericano |
| Año                     | Lugar                   | Medalla                 | Categoría               |
| ----------------------- | ----------------------- | ----------------------- | ----------------------- |
| 2013                    | San José (Costa Rica)   | Medalla de oro          | –55 kg                  |